# 裾野赤十字病院
裾野赤十字病院（すそのせきじゅうじびょういん）は、日本赤十字社静岡県支部が静岡県裾野市に設置する病院である。

## 沿革
- 1931年（昭和6年）　駿東郡泉村、小泉村、深良村、富岡村、村立組合伝染病舎設置。
- 1933年（昭和8年）　同病者に付属診療所を設置。
- 1942年（昭和17年）　診療所を日本赤十字社静岡支部に移管し中駿診療所として発足。
- 1952年（昭和27年）　診療棟、病棟を増築し、診療科を内科、小児科、外科、放射線科4科として中駿赤十字病院と改称。
- 1973年（昭和48年）　静岡県東部伝染病舎新築工事が完成し中駿赤十字病院に併設。
- 1997年（平成9年）　入院棟改築工事、外来棟改修及び耐震工事完了、裾野赤十字病院に改称。
- 2003年（平成15年）　健診センター設置。
- 2005年（平成17年）　政府管掌健康保険生活習慣病予防検診開始。
- 2018年（平成30年）　4月から裾野市在宅医療介護連携支援センター「あしたかつつじ」開設。訪問看護ステーション「すその日赤」を開設。
- 2019年（平成31年）　2階病棟を地域包括ケア病棟に届出。
- 2020年（令和2年）　訪問診療開始。

## 診療科
- 内科
- 外科
- 整形外科
- 脳神経外科
- 婦人科
- 放射線科
- リハビリテーション科
- 健診センター

診療協働部門
・各診療科部
- 看護部
- 薬剤部
- 医療技術部
- 医療社会事業部
- 事務部

付帯施設
- 訪問看護ステーションすその日赤

## 医療機関の指定等
（下表の出典）
| 保険医療機関           | 原子爆弾被爆者医療指定医療機関 |
| 労災保険指定医療機関   | 第二種感染症指定医療機関       |
| 生活保護法指定医療機関 |                                |

- 救急告示病院（二次救急）[2]
- このほか、各種法令による指定・認定病院であるとともに、各学会の認定施設でもある。

## 周辺の施設
- 静岡県立裾野高等学校
- 裾野郵便局
- 裾野市民体育館
- 裾野市立鈴木図書館
- ベルシティ裾野

## 交通アクセス
- JR御殿場線「裾野駅」より徒歩10分[3]。
- JR御殿場線「裾野駅」より裾野市自主運行バス「裾野市内循環線」で「裾野赤十字病院」停留所下車[1]。